# Marché central de Riga
Pour les articles homonymes, voir Marché central.
Le marché central de Riga (en letton : Rīgas Centrāltirgus) est situé à Riga en Lettonie,,,.

## Présentation
C'est l'un des marchés les plus anciens et les plus grands d'Europe. 
Le complexe s'étend sur 16 000 m2, de la gare centrale de Riga jusqu'au Palais de la Culture et de la Science. 
La construction s'est déroulée entre 1924 et 1930, d'après le projet architectural de Pāvils Dreimanis et Pāvils Pavlovs, sous la direction des ingénieurs Vasilijs Isajevs et Georgs Tolstojs. Cinq anciens hangars à ballon dirigeable ont fait office de pavillons. Le marché accueille tous les jours entre 40 000 et 160 000 personnes.
En 1983, le Conseil des ministres de la République socialiste soviétique de Lettonie a décrété l’ensemble des bâtiments du marché monument culturel national. 
En 1998, le territoire du marché faisant partie du Centre historique de Riga a été inscrit sur la liste du patrimoine mondial de l'humanité par l'Unesco.

## Histoire
Le 8 décembre 1922, la municipalité de Riga a pris la décision de construire un grand marché couvert dans la capitale.  
L'idée appartenait au député de Saeima et de Rīgas dome Klāvs Lorencs (1885-1971). 
Les travaux ont commencé en juin 1924. 
Le projet a été confié à l'architecte Pāvils Dreimanis. 
Après avoir choisi le terrain, on a racheté les hangars appartenant à l'aérodrome désaffecté de Vaiņode (en allemand : Luftschiffhafen Wainoden), afin d'y installer les pavillons. 
On les a démontés et fait venir sur Riga. 
Mais on s'est rendu compte que leur dimension initiale - hauteur de 37,40 m, largeur de 47,20 m et longueur de 240 m - ne permettait pas d'en assurer le chauffage et l'entretien. 
Ainsi, on a pris seulement la partie haute desdites constructions, en reconstruisant le bas en béton armé. 
Dreimanis a été l'un des premiers architectes Art déco en Lettonie, la construction porte donc une forte empreinte de ce style avec quelques éléments de néo-classicisme. 
Le prix de l'ouvrage s'est élevé à 5 000 000 roubles lettons. Sous les pavillons, on a installé les entrepôts et les chambres froides.

## Galerie

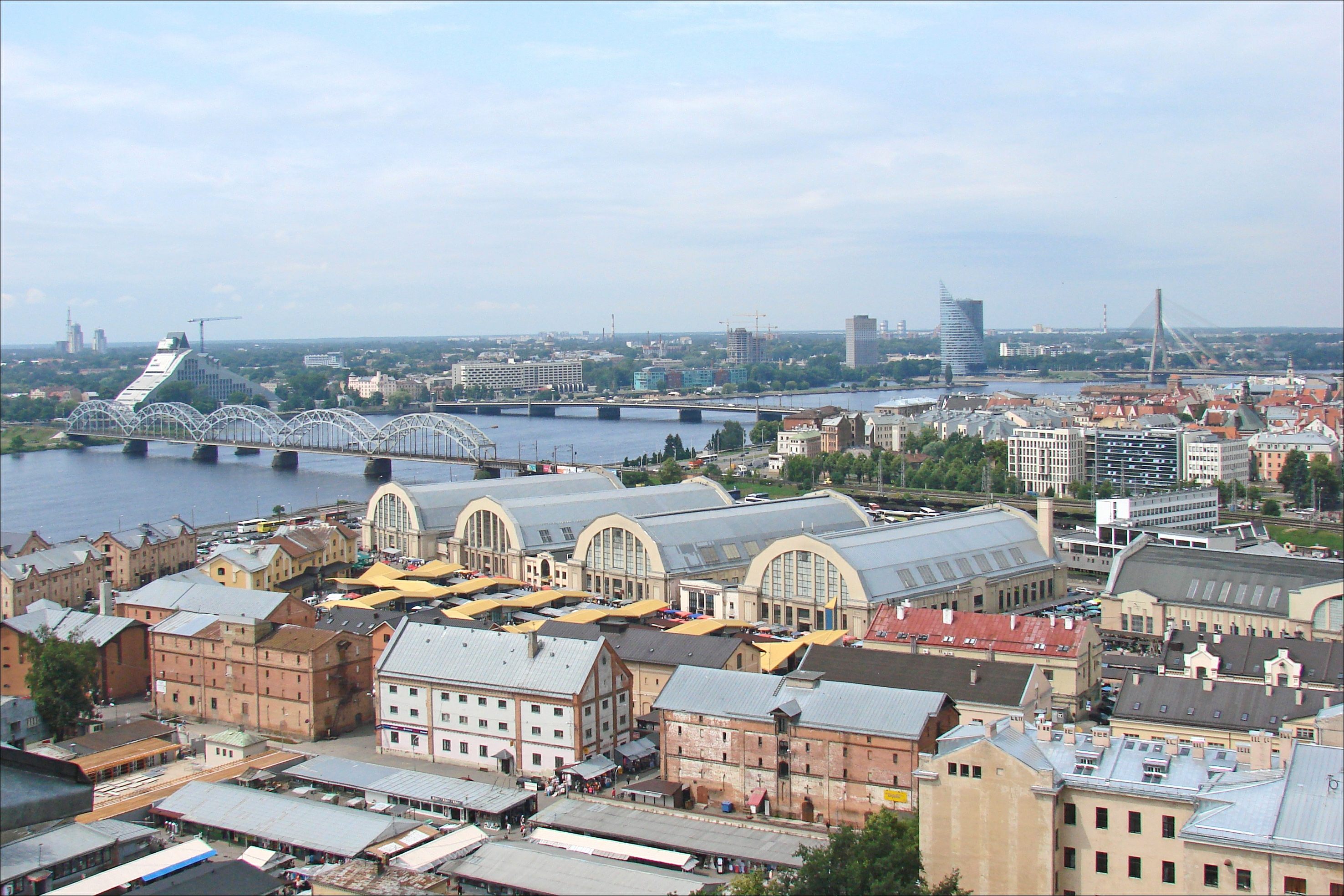
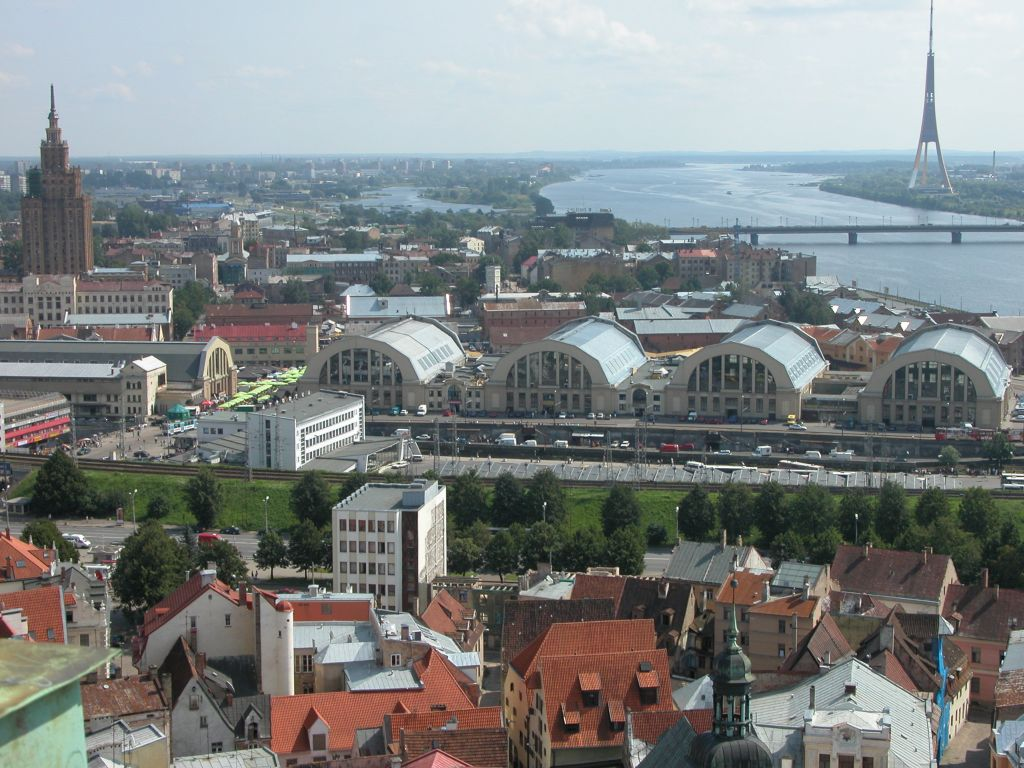
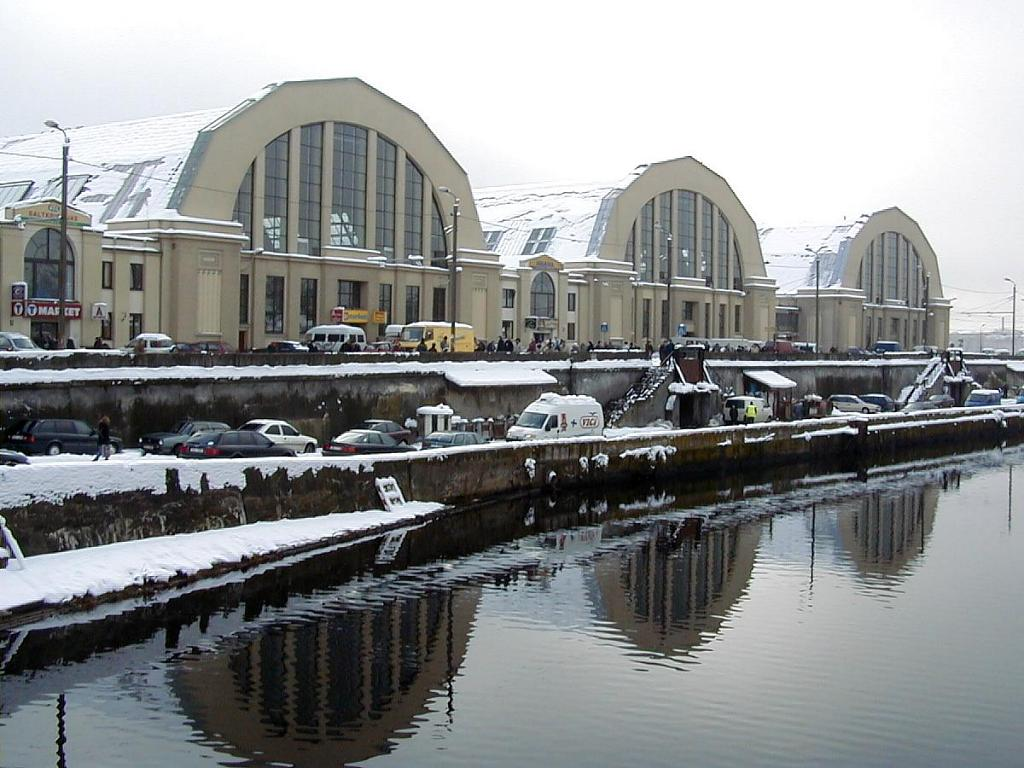
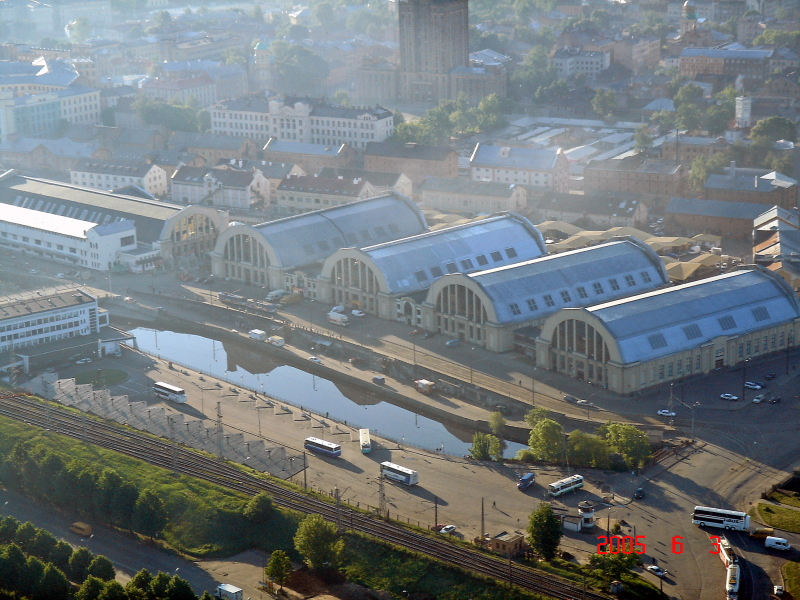

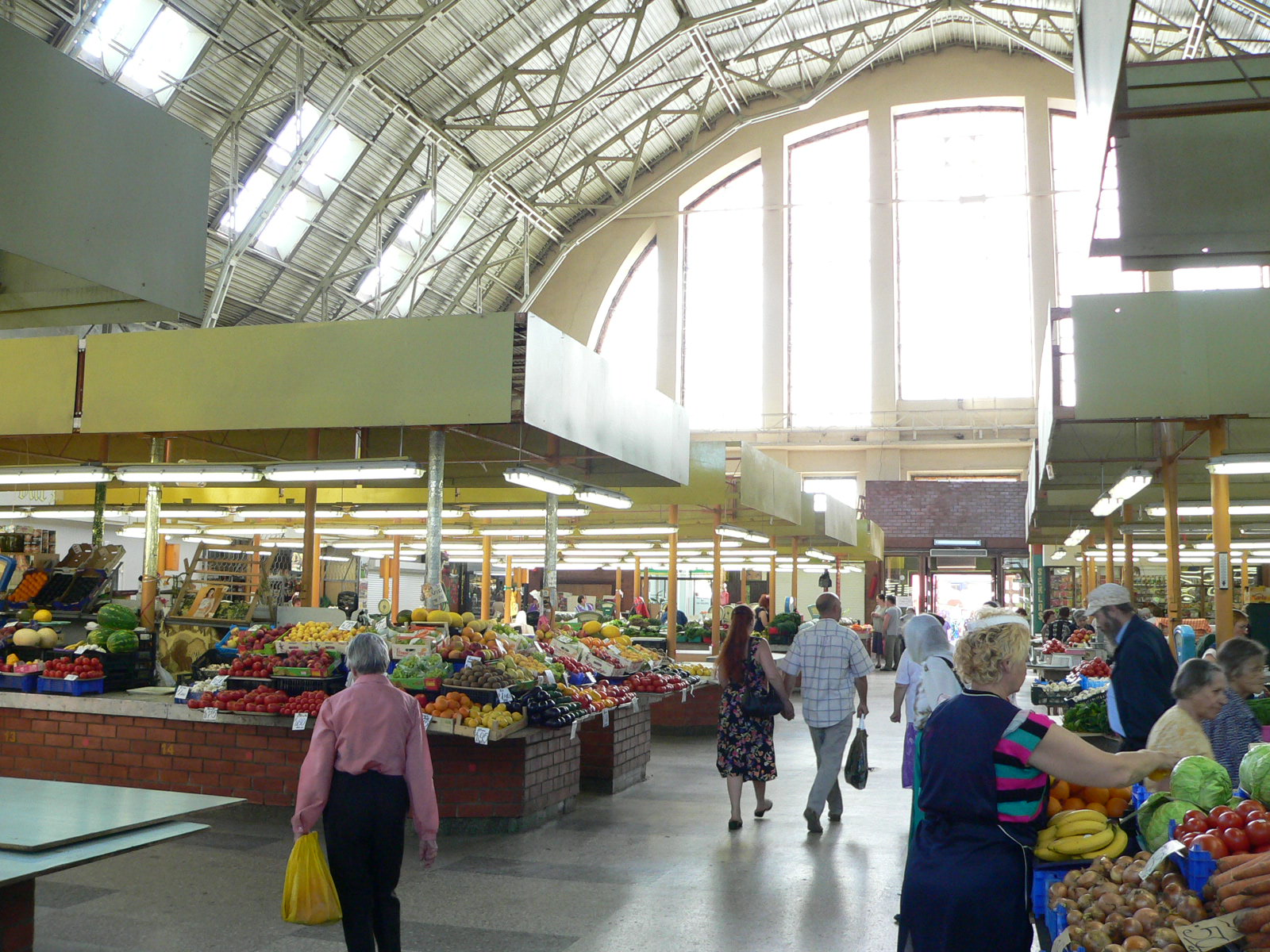
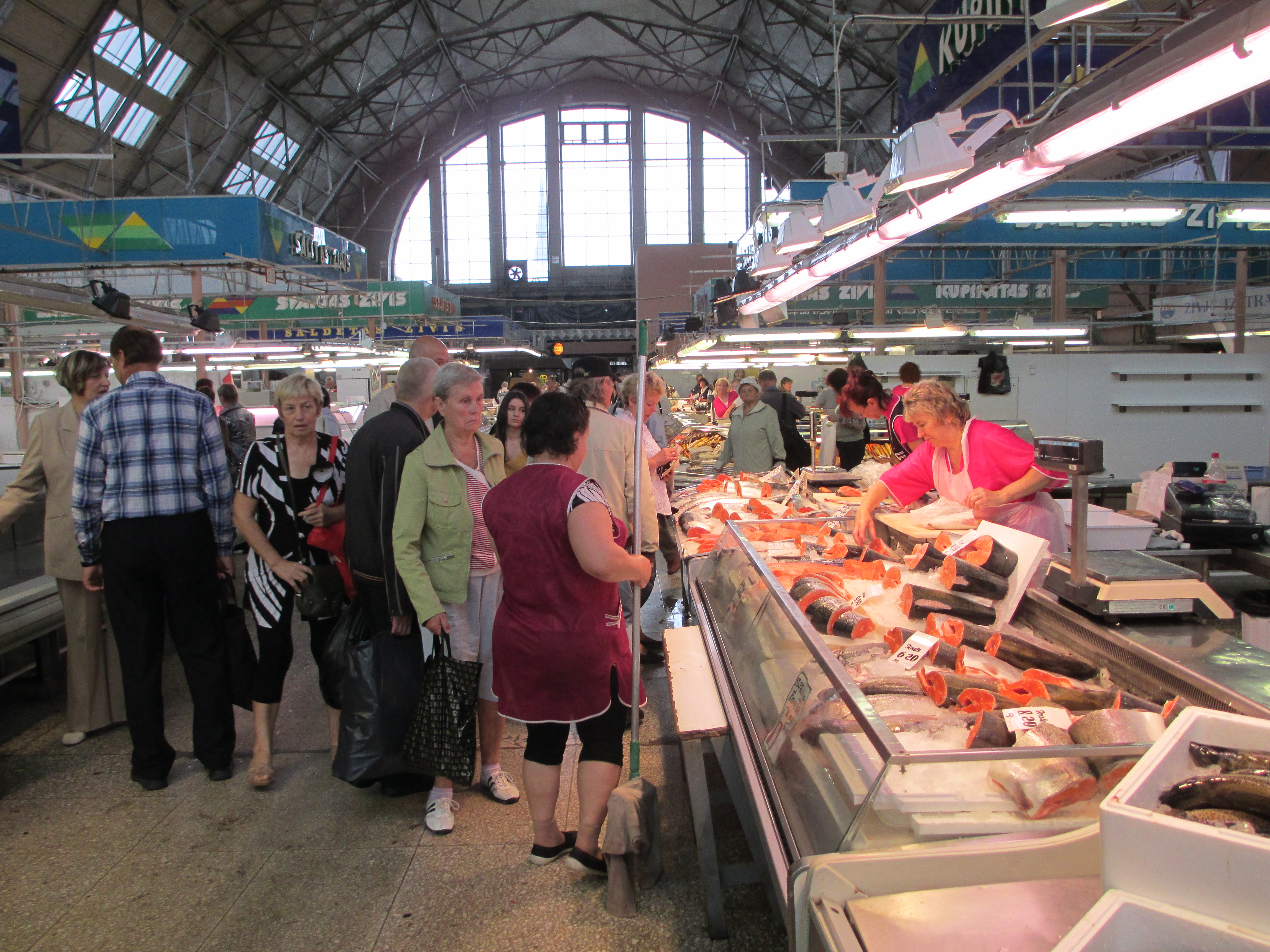
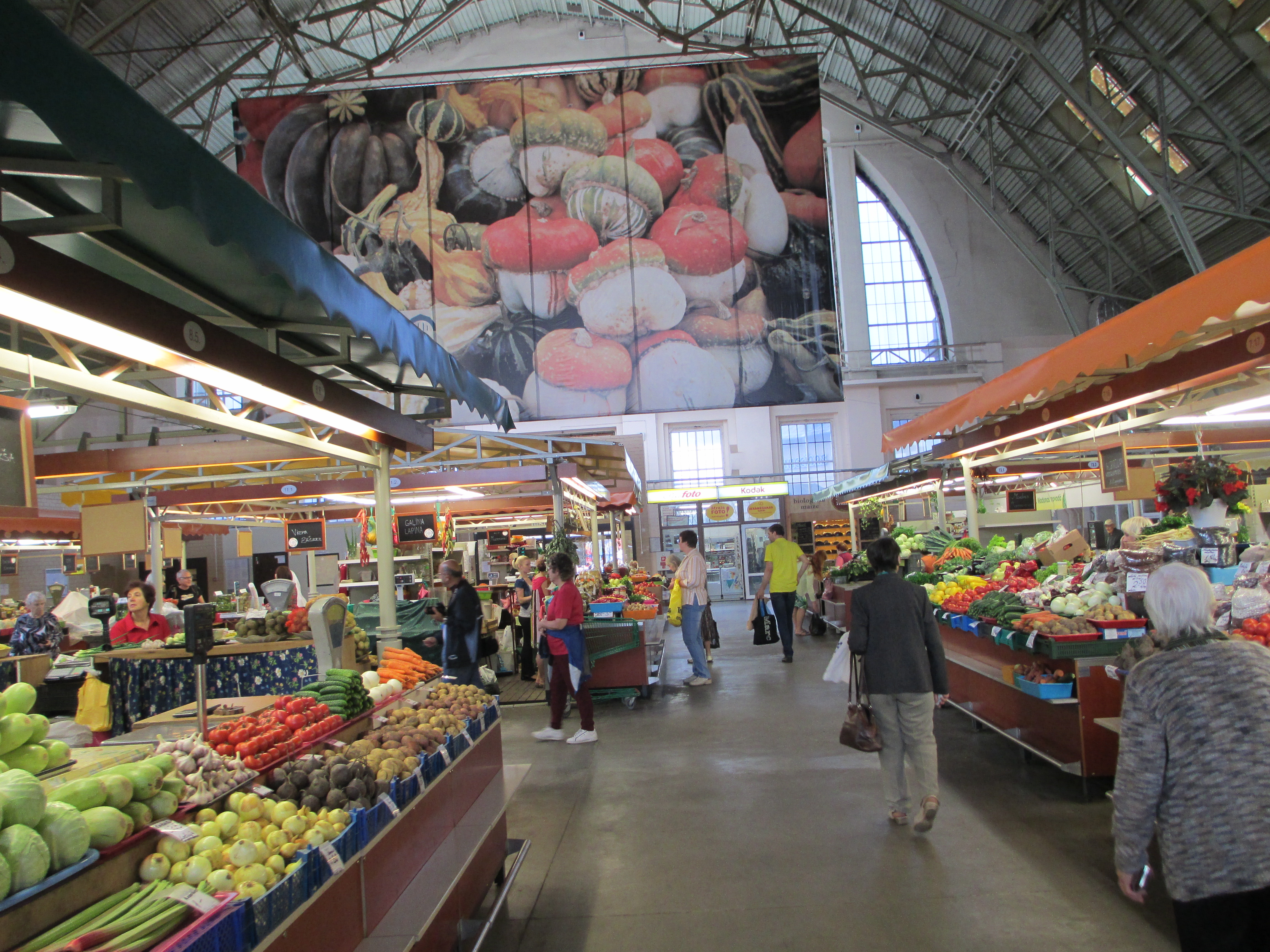
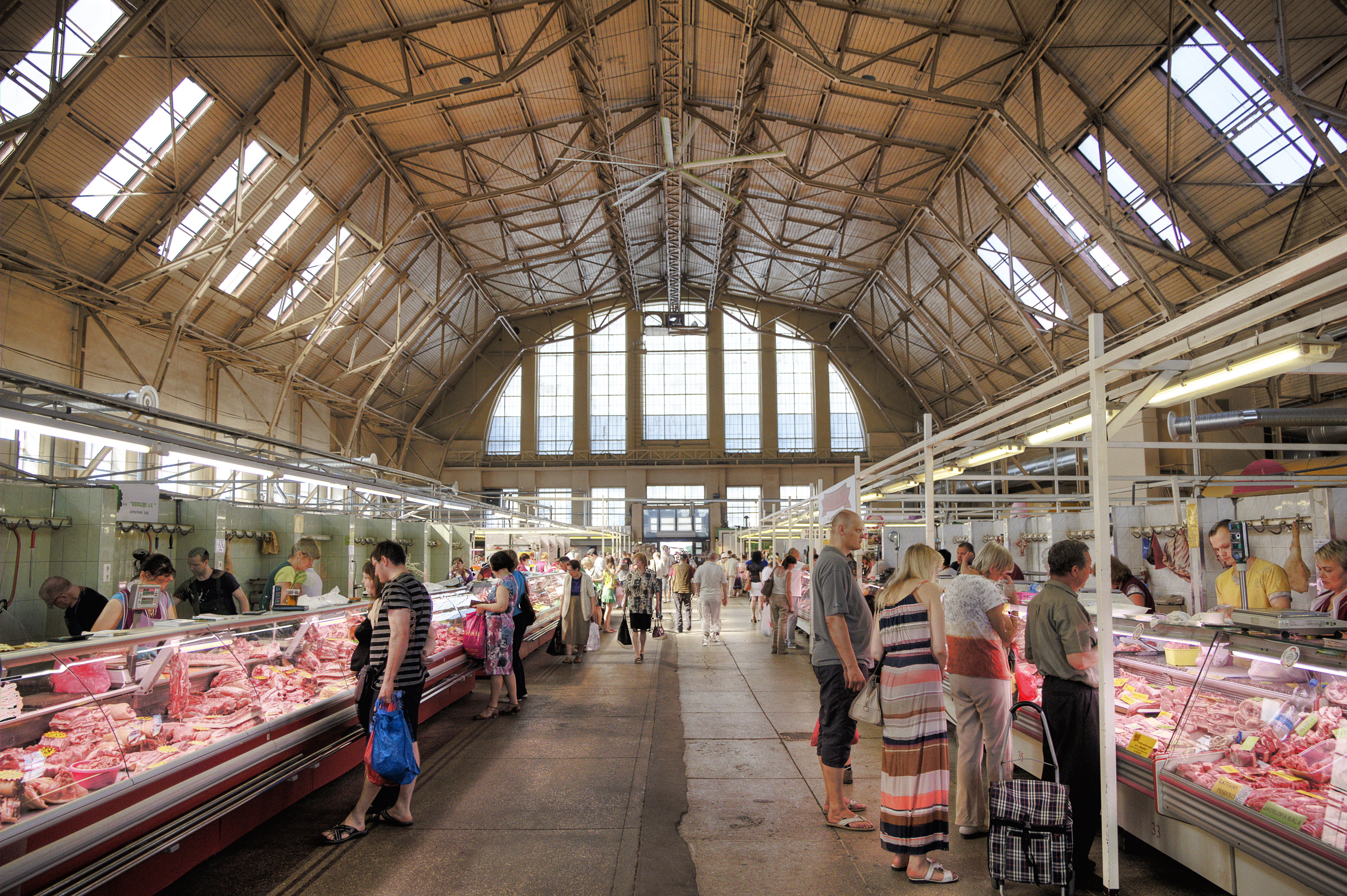
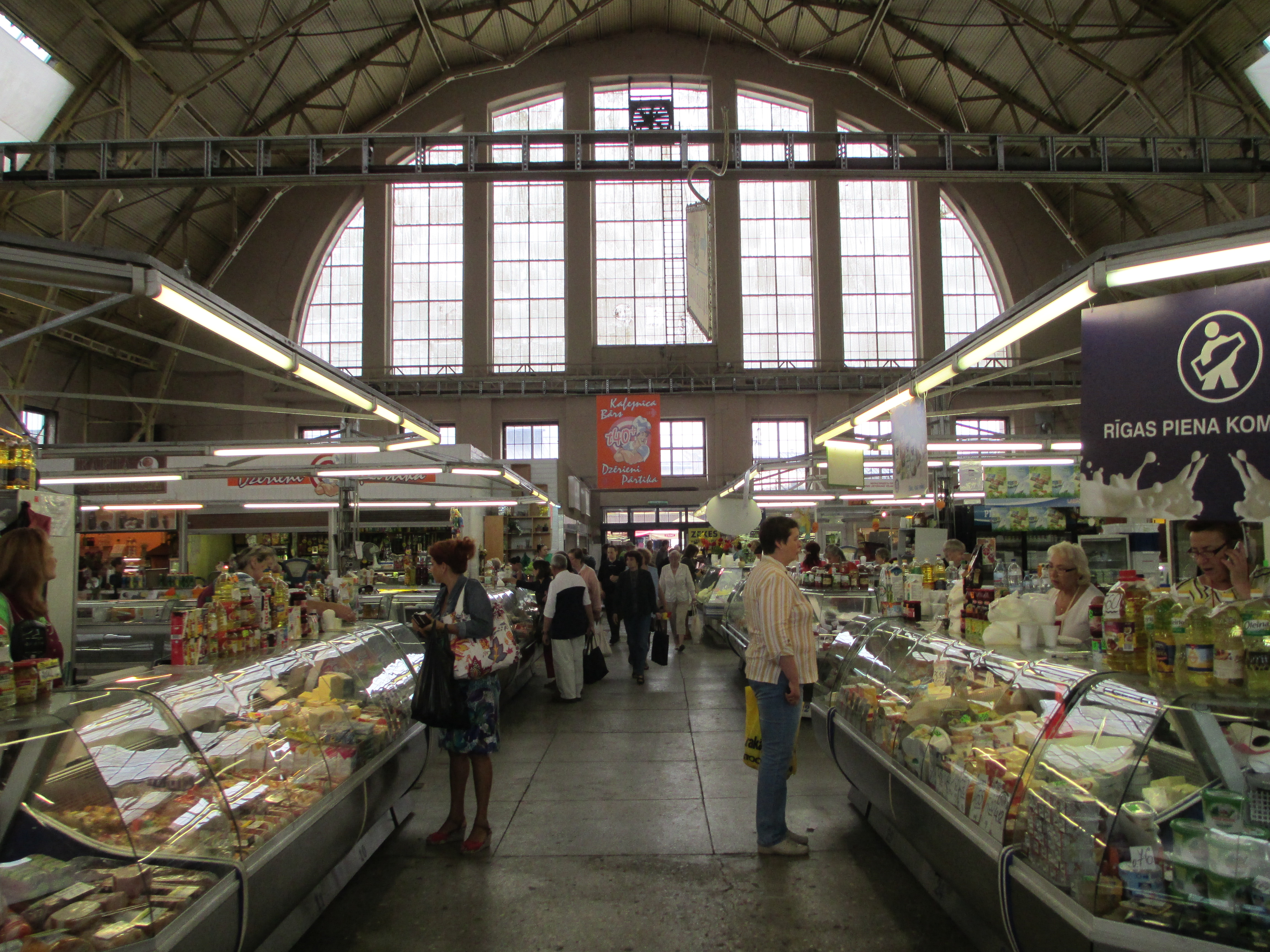